# لادا (لوبلين فويفوديشب)
لادا (بالإنجليزية: Łada, Lublin Voivodeship)‏ هي village of Poland تقع في بولندا في Gmina Chrzanów, Lublin Voivodeship.[بحاجة لمصدر]